# World of Warships
World of Warships (kurz WoWs) ist eine Marinesimulation des Entwicklers Wargaming.net. Das Computerspiel wurde am 17. September 2015 für das Betriebssystem Windows veröffentlicht und seitdem kontinuierlich weiterentwickelt. Im August 2019 erschien eine Version des Spiels für die Spielkonsolen PlayStation 4 und Xbox One. Das Spiel kombiniert klassische Elemente aus First- und Third-Person-Shooters zu einer taktischen Kriegssimulation.

## Spielmechanik
Das Spielprinzip orientiert sich an den Vorgängern, der Panzersimulation World of Tanks von 2010 und der Flugzeugsimulation World of Warplanes von 2013. Bis zu 12 Online-Spieler, die je ein Kriegsschiff steuern, kämpfen als Team gegen ein anderes Team, das aus Spielern (Player versus Player) oder Computergegnern (KI-Gegnern, Player versus Environment) besteht. Gefechte dauern höchstens 20 Minuten.
In regelmäßigen Abständen erscheinen saisonale Specials und Sonderinhalte.

### Schiffe
Die mehr als 700 Schiffe im Spiel (Stand: Februar 2024) stammen aus den ersten sechs Jahrzehnten des 20. Jahrhunderts. Manche gab es wirklich, von anderen gab es nur Entwürfe. Fast jedes Schiff hat andere Eigenschaften. Die Schiffe kommen aus den USA, Japan, Deutschland, dem Vereinigten Königreich, der Sowjetunion, Frankreich, Italien und anderen Ländern.

#### Schiffstypen
Es gibt fünf Schiffstypen, die verschiedene taktische Vor- und Nachteile mit sich bringen:
- U-Boot (seit Herbst 2022)
- Zerstörer
- Kreuzer
- Schlachtschiff
- Flugzeugträger

Schlachtschiffe sind groß und langsam und haben starke Geschütze mit langer Ladezeit (ca. 30 Sekunden) und eine dicke Panzerung; wenige haben Torpedos. Zerstörer sind klein, schnell und schlecht gepanzert und haben schwache Geschütze mit kurzer Ladezeit sowie meist Torpedowerfer. Kreuzer liegen bei vielen Eigenschaften zwischen Schlachtschiffen und Zerstörern. Es gibt Leichte Kreuzer und Schwere Kreuzer; manche haben Torpedos. Flugzeugträger haben weder Hauptgeschütze noch Torpedowerfer, aber bewaffnete Flugzeugstaffeln. U-Boote können eine begrenzte Zeit tauchen, und ihre Torpedos können das gegnerische Schiff verfolgen. Sie sind schwach gepanzert und haben keine Flugabwehr.

#### Stufen und Punkte
Jedes Schiff hat eine fixe Leistungsstufe von 1 bis 11. Je höher die Stufe ist, desto stärker sind Bewaffnung und Panzerung, daher treffen in Gefechten nur Schiffe ähnlicher Stufen aufeinander. Neue Spieler starten mit Schiffen der Stufe 1. Durchs Spielen bekommt man Punkte (EP), mit denen man bessere Schiffsmodule einbauen, den Kapitän auf verschiedene Arten ausbilden und ein Schiff der nächsthöheren Stufe bekommen kann (Technologiebaum). Je besser man spielt, desto mehr Punkte bekommt man.

#### Trefferpunkte und Zerstören von Schiffen
Jedes Schiff hat eine bestimmte Anzahl an Trefferpunkten. Je höher die Stufe ist, desto mehr Trefferpunkte hat das Schiff. Auf derselben Stufe haben im Allgemeinen Schlachtschiffe die meisten Trefferpunkte, gefolgt von Flugzeugträgern, Kreuzern, Zerstörern und U-Booten.
Um ein Schiff zu zerstören, muss man dessen Trefferpunkte auf Null reduzieren. Das geschieht durch Granaten- und Torpedotreffer, Feuer (durch Granatentreffer), Wassereinbrüche (durch Torpedotreffer), Rammen, Flugzeugwaffen (Raketen, Torpedos, Bomben) und Wasserbomben (gegen U-Boote). Wie viel Schaden (Verlust von Trefferpunkten) ein Granatentreffer macht, kann von der Granate, ihrer Geschwindigkeit, der Dicke der Panzerung, dem Einschlagwinkel und der getroffenen Stelle abhängen. Einen sehr hohen Schaden können Treffer der Zitadelle verursachen. Die Panzerung der Schiffe ist meist an verschiedenen Stellen unterschiedlich dick. Es gibt drei Arten von Granaten (Sprenggranaten, panzerbrechende, halb-panzerbrechende), von denen die meisten Schiffe zwei für die Hauptgeschütze haben, manche nur eine.

#### Verbrauchsmaterialien
Verschiedene Schiffe haben verschiedene Verbrauchsmaterialien, die man im Gefecht aktivieren kann, um eine temporäre Wirkung zu erzielen. Sie haben eine Nachladezeit und können meist nur wenige Male pro Gefecht verwendet werden. Beispiele: Alle Schiffe können mit dem Verbrauchsmaterial Schadensbegrenzungsteam Brände und Wassereinbrüche stoppen und Module reparieren. Viele Zerstörer und manche Kreuzer können mit dem Verbrauchsmaterial Nebelerzeuger Nebelwände setzen, um sich oder Teamkollegen zu verstecken. Schlachtschiffe können mit dem Verbrauchsmaterial Reparaturmannschaft einen Teil der verlorenen Trefferpunkte wiederherstellen. Viele Kreuzer können mit dem Verbrauchsmaterial Hydroakustische Suche Schiffe entdecken, die im Nebel oder hinter einer Insel sind, und Torpedos früher entdecken. Viele Zerstörer können mit dem Verbrauchsmaterial Motorboost schneller fahren. U-Boote haben ein Verbrauchsmaterial zum Aufspüren tauchender gegnerischer U-Boote. Flugzeugträger können Jagdflugzeuge patrouillieren lassen.

### Spielewelt
Die Seeschlachten sind thematisch im Bereich des Zweiten Weltkriegs angesiedelt. Die dreidimensionale virtuelle Spielumgebung erzeugt eine Spiel-Engine von BigWorld. Die über 30 quadratischen, nahezu spiegelsymmetrischen Spielkarten („Maps“) bestehen aus einer Wasseroberfläche, die von Inseln unterbrochen ist, und können an ihren Rändern nicht verlassen werden. Die Karten zeigen keine realen Gebiete. Die zumeist steil aufragenden Felsinseln des Archipels bieten Sichtschutz und Deckung. Die Überwassergefechte werden fast ausschließlich bei Tageslicht auf Sicht mit großkalibrigen Rohrwaffen, Schiffsartillerie und Torpedos geführt, als Sekundärbewaffnung haben einige Schiffe Flugabwehrkanonen zur Flugabwehr von Kampfflugzeugen. Der Spieler betrachtet das Spielfeld in Third-Person-Perspektive und kann in mehreren Abbildungsmaßstäben das Sichtfeld variieren, alternativ gibt es eine Kartenansicht. Das Zielen und Feuern erfolgt in der Egoperspektive.
Jeder Spieler hat im Gefecht nur ein Schiff zur Verfügung und kann nach dessen Versenkung nicht in die weiterlaufende Spielrunde zurückkehren („Spawnen“). Er kann dann aber seinem Team zuschauen.

### Simulation
Der Spieler übernimmt die Steuerung eines vor Spielbeginn ausgewählten Kriegsschiffs, das bis zur Erreichung des vorgegebenen Spielziels oder Versenkung durch zeitlich und räumlich abgeschlossene Missionen befehligt und manövriert wird. Simuliert werden folgende Eigenschaften und Funktionen:
- Manövrierfähigkeit: die Antriebs- und Steueranlage mit den Parametern Anfahr-/(Stopp)vermögen, Höchstgeschwindigkeit, Drehfähigkeit, Stützfähigkeit, Anschwenkvermögen,
- die horizontale und vertikale Ausrichtung der (großkalibrigen) Waffenanlage (mit den Parametern Azimut-Drehgeschwindigkeit der Geschütztürme, meridiane Einrichtung der Rohrwaffe) und deren Kadenz,
- die Ballistik der Munition (Mündungsgeschwindigkeit, Außenballistik, Effektive Reichweite, Streuung) sowie die Penetrations- (Zielballistik) und Geschosswirkung der Projektile,
- die Panzerung von Schiffsrumpf, Deck und Decksaufbau, der Stationen und der Kasematten,
- Sichtbarkeit (abhängig von der Schiffsgröße und dessen Tarnung).

Zu Kampfbeginn liegt die gegnerische Flotte außerhalb des eigenen Sichtbereichs, nur die Topologie der Spielkarte ist bekannt. Nach Aufklärung der gegnerischen Kriegsschiffe sind diese in (Schuss-)Reichweite der eigenen Waffenanlagen zu bringen, wozu mindestens eine Fraktion sich auf die andere zubewegen muss.

### Gefechtstypen

#### Zufallsgefechte und Co-op-Gefechte
Die Gefechte finden auf einer zufällig gewählten Karte mit zufällig gewählten Mit- und Gegenspielern statt. Der Stufenunterschied der Schiffe ist normalerweise höchstens 2. In Zufallsgefechten bestehen die beiden Teams aus je 12 Spielern. Das Spiel versucht, gleichwertige Teams zu bilden, berücksichtigt dabei aber nur die Schiffe, nicht das Können der Spieler. In Co-op-Gefechten besteht ein Team aus 9 computergesteuerten Schiffen (Bots), das andere aus 9 Spielern; wenn es nicht genug Spieler gibt, wird das Spielerteam mit Bots aufgefüllt. Die Bots weichen zwar Torpedos recht gut aus, spielen aber insgesamt sehr schlecht, denn sie fahren direkt auf die Gegner zu. Zufallsgefechte bringen mehr Punkte als Co-op-Gefechte.
Es gewinnt das Team, das alle Gegnerschiffe zerstört, zuerst 1000 Teampunkte erreicht oder am Ende mehr Teampunkte hat. Teampunkte erhält man durch das Erobern besonderer Zonen auf der Karte und durch das Zerstören von Gegnern. Unentschieden sind sehr selten.

#### Gewertete Gefechte
Gewertete Gefechte ähneln Zufallsgefechten, aber die Teams sind meist kleiner, z. B. 7 Spieler, und der Stufenunterschied im Gefecht ist meist höchstens 1. Siege erhöhen den Rang des Spielers, Niederlagen können ihn verringern. Wer den höchsten Rang erreicht, wird belohnt und kann sich für die nächsthöhere von 3 Ligen qualifizieren, wo die Belohnungen besser, aber auch schwieriger zu bekommen sind. Es werden meist Schiffe der Stufen 6 bis 10 benötigt.

#### Keilereien
Keilereien ähneln Zufallsgefechten, aber sie sind nur wenige Tage lang verfügbar, und die Teams sind ungewöhnlich, z. B. nur 1 bis 5 Schiffe oder 12 Zerstörer. Außerdem wird bei der Teamzusammenstellung nicht auf die Schiffstypen, sondern auf das Können der Spieler geachtet. Die Schiffe haben alle dieselbe Stufe (meist 5 bis 10).

#### Unternehmen
Bis zu sieben Spieler kämpfen auf speziellen Karten gegen computergesteuerte Schiffe und müssen bestimmte Aufgaben erfüllen. Die Gegner erscheinen nicht alle gleichzeitig. Es gibt ein paar Unternehmen für Schiffe der Stufen 6 bis 11 (nicht für U-Boote). Das Spiel wählt ein Unternehmen zufällig aus.

### Spielen mit Freunden

#### Divisionen
Bis zu drei Spieler (im Unternehmen-Gefechtstyp bis zu sieben) können eine sogenannte Division bilden, um in dasselbe Gefecht zu kommen (als Teil eines normalen Teams). In Gewerteten Gefechten sind Divisionen nicht möglich.

#### Clans
Bis zu 50 Spieler können sich zu einem Clan zusammenschließen. Manchmal können Spieler eines Clans (höchstens 12) in Clangefechten gegen Spieler eines anderen (zufällig gewählten) Clans kämpfen. Dafür sind oft Schiffe der Stufe 10 erforderlich.

#### Übungsgefechte
In Übungsgefechten kann man auf selbst gewählten Karten alleine, mit Freunden oder gegen Freunde spielen. Man kann auch computergesteuerte Schiffe als Mit- oder Gegenspieler wählen. Die beiden Teams können je höchstens 12 Schiffe haben und müssen nicht gleichwertig sein. Die Schiffsstufen müssen nicht ähnlich sein. Man bekommt keine Punkte.

## Steuerung
Die Schiffbewegung wird über die Tastatur mit der Voreinstellung WASD gesteuert, wobei die Geschwindigkeit aus vier Fahrstufen und einem Rückwärtsgang („Volle Fahrt zurück“) gewählt werden kann. Die Steuerung nach Backbord und Steuerbord erfolgt stufenlos. Der Sichtwinkel und die Geschützrichtung folgen der Maus-Bewegung, die Salven werden über die Maustaste abgefeuert. Das Mausrad ändert den Zoomfaktor. Mit „Tab“ kann man sich innerhalb eines Gefechtes die Schiffe und Spielernamen in einem Gefecht ansehen, Bots werden mit Doppelpunkten am Anfang und Ende des Namens gekennzeichnet. Außerdem kann man mit den Funktionstasten F2 bis F12 Schnellbefehle senden, die wichtige Informationen für das Team enthalten, mit „B“ kann man ein Schnellbefehlsmenü in Form eines Tortenmenüs aufrufen und entsprechende Befehle anklicken, wenn es schnell gehen soll, oder man die Bezifferung noch nicht auswendig kann. Die Schnellbefehle werden von einer aufgezeichneten Stimme gesprochen.
Wer einen Flugzeugträger spielt, steuert nicht nur das Schiff, sondern auch Flugzeugstaffeln, aber immer nur eine gleichzeitig. Die Flughöhe wird nicht vom Spieler gesteuert.
Die Flugabwehr der Schiffe feuert automatisch auf Flugzeuge, die Sekundärgeschütze der Schiffe feuern automatisch auf Schiffe.

## Geschäftsmodell
Das Free-to-play-Onlinespiel kann kostenlos installiert und gespielt werden und finanziert sich über den Verkauf virtueller Güter, die Vorteile im Spielfortschritt bringen. Verkauft werden zum Beispiel:
- Dinge, die mehr Punkte pro Gefecht bringen:
  - zeitlich begrenzte Premiumkonten
  - besondere Schiffe („Premium-Schiffe“)
- Punkte
- die Spielwährung „Dublonen“, mit der man Verschiedenes machen kann, z. B.:
  - den Spielernamen ändern
  - einen Clan gründen
  - Premiumschiffe kaufen
  - einen Battle Pass kaufen
- Container mit teilweise zufälligem Inhalt (Lootboxen)

## Entwicklung
Am 16. August 2011 kündigte das Entwicklerstudio Wargaming.net auf dessen Website eine kostenfrei im Mehrspielermodus zu spielenden Seegefechtssimulation mit dem Titel World of Battleships an. Als dritter Teil der „World of“-Serie sollte es die Kriegspiel-Trilogie von Wargaming.net abschließen. Am 2. August 2012 wurde die Marine-Simulation in World of Warships umbenannt. Für die realitätsgetreue Modellierung der Kriegsschiffe recherchierte und bezog Wargaming.net Kopien der originalen Bauzeichnungen von Nationalarchiven, Modellbauern und aus historischen Büchern. Am 14. November 2013 startete die geschlossene Alpha-Testphase.
Während der Tokyo Game Show 2014 verkündete Victor Kislyi, der Geschäftsführer von Wargaming.net, eine Zusammenarbeit mit dem japanischen Military-Science-Fiction-Anime Aoki Hagane no Arpeggio. Die Kooperation ermöglichte die Option, Schiffe der „Nebelflotte“ freizuschalten und mit ihnen spezielle Missionen zu spielen.
Auf der Tokyo Game Show 2016 verkündete Wargaming.net eine Zusammenarbeit mit dem japanischen Anime High School Fleet. Diese Kooperation dauert bis heute noch an und im Gegensatz zur vorhergehenden Kooperation mit Aoki Hagane no Arpeggio, die kostenlose Schiffe hervorbrachte, sind Schiffe, die aus dieser Kooperation hervorgehen, Premiumschiffe, die man über den Premiumshop in einem bestimmten Zeitraum erwerben kann. So kann man bis dato die HSF Admiral Graf Spee und die HSF Harekaze kaufen. Später wurde bekanntgegeben, dass weitere Kapitäne, eine Kollektion und jeweils ein spezielles Tarnmuster für die Yamato und die Musashi hinzugefügt werden.
Die geschlossene Beta-Phase startete am 12. März 2015, unmittelbar nach Ende der Alpha-Phase. Ab dem 9. April 2015 wurden Vorbestellpakete mit Bonusschiffen und einem Zugang zum geschlossenen Betatest zum Verkauf angeboten. Die offene Betaphase als letzter Entwicklungsschritt vor der offiziellen Veröffentlichung startete am 2. Juli 2015. Am 3. September 2015 verkündete Wargaming.net, dass die offene Betaphase beendet sei, und am 17. September 2015 wurde das Computerspiel offiziell für das Betriebssystem Windows veröffentlicht.
Das Spiel bekommt ungefähr einmal im Monat ein Update (Stand: Mai 2022).
Es gibt einige kostenlose, von Spielern gemachte und vom Hersteller erlaubte Mods für das Spiel.

## Systemanforderungen
World of Warships basiert auf einem Client-Server-Modell und kann ohne (stabile) Internetverbindung nicht gespielt werden. Serverseitig läuft das Spiel auf einer Linux-Plattform.

### Betriebssystem
Am 23. Mai 2016 wurde die Portierung des Windows-Spiel-Clients für das Betriebssystem macOS ab Version 10.7.5 (Mac OS X Lion) veröffentlicht. Laut Wargaming handelt es sich hierbei um einen Wrapper der Firma CodeWeavers, der sich noch im Entwicklungsstadium (Betaphase) befindet. Mit der Version 0.6.4 wurde die Pflege des Clients für die Betriebssysteme Windows XP (ab Version 5.1) und Vista eingestellt. Für die Audio-Ausgabe auf Windows-Plattformen ist mindestens die Programmierschnittstelle DirectX 11 erforderlich.

### Hardware
Der installierte Spiel-Client benötigt 73,4 GB Festplattenspeicher, bei Ausführung mindestens 2,5 GB Arbeitsspeicher (RAM). Die Internetverbindung zum Spiele-Server braucht eine Empfangs-Datenrate von mindestens 1024 kBit/s. Als Hauptprozessor empfiehlt Wargaming mindestens Zweikern-Prozessoren, wie Intel Core2Duo (mit 2,7 GHz) oder AMD Athlon II (mit 3 GHz). Die minimale Auflösung beträgt 720p (1280×720 Pixel), die höchste 5K bzw. UHD+ (5120×2880 px).

## Rezeption
Der Aggregator Metacritic ermittelte für World of Warships auf Grundlage von 29 Kritiken eine durchschnittliche Bewertung („Metascore“) von 81 %. Die Multimedia-Bewertungsplattform IGN vergab einen Bewertung von 8,3 von 10 Punkten und gab als Begründung an, die „Kämpfe fühlen sich gut an“ und die Zusammenarbeit im Team sei „befriedigend“. Die englische Videospiel-Website GameSpot vergab 8 von 10 Punkten und lobte:

“The thrills that await, along with the promise of unlocking advanced ships down the road, make World of Warships an enticing expedition into the sometimes turbulent waters of free-to-play games.”

„Der Nervenkitzel, der einen erwartet, zusammen mit der Aussicht auf das spätere Freischalten von fortschrittlicheren Schiffen, machen World of Warships zu einer reizvollen Entdeckungsreise in die mitunter turbulenten Gewässer der Free-to-Play-Spiele.“

Die englischsprachige Website The Escapist vergab vier von fünf Punkten und schrieb „mit seinen spannungsgeladenen Seegefechten und dem großen Umfang an historischen Seefahrzeugen ist World of Warships ein Free-to-Play-MMO, das aus jedem einen Kriegspieler machen kann.“ (englisch “With its tense naval battles and huge array of historical vessels, World of Warships is the free-to-play MMO that can make a wargamer out of anyone.”) Im Jahr 2015 wurde die Marine-Simulation für den British Academy Games Award for Multiplayer nominiert, unterlag jedoch der Sportsimulation Rocket League.
Auf Steam sind 80 % von 99.773 Nutzerrezensionen positiv (Stand: 2. Mai 2022).
Manche Spieler haben eine Abneigung gegen Flugzeugträger oder U-Boote. Manche wollen nicht in Zufallsgefechten gegen um 2 Stufen höhere Schiffe kämpfen müssen.

## Sonstiges
Die Spieler können sehen, wie viele Gefechte sie insgesamt und pro Schiff gespielt haben und wie viele sie gewonnen haben. Man kann diese Statistiken auch von anderen Spielern sehen, es sei denn, der andere Spieler hat diese Funktion deaktiviert.
Auf Twitch gibt es einige Spieler, die das Spiel regelmäßig streamen (auch auf Deutsch, großteils Männer). Manche Streamer und YouTuber wurden von Wargaming.net zu „Community Contributoren“ gemacht. Es gibt auch wöchentliche Streams des Herstellers auf Englisch, manchmal auch auf Deutsch. Zuschauer können Dinge im Spiel erhalten (Stand: Mai 2022).
Es gibt jeweils eigene Server für Europa, Nordamerika und Asien. Abends sind mehr als 20.000 Spieler gleichzeitig auf dem europäischen Server (Stand: Februar 2024). Das Spiel ist auf Deutsch und 17 weiteren Sprachen verfügbar (Stand: November 2023). Es kann von der offiziellen Website, mit Steam oder im Epic Games Store heruntergeladen werden.
Es gibt offizielle Wikis in mehreren Sprachen (das englische ist umfangreicher als das deutsche) und offizielle Discord-Server (auf Deutsch und anderen Sprachen). Auf dem offiziellen YouTube-Kanal gibt es zu jedem Update ein Video sowie weitere Videos (auf Englisch mit deutschen Untertiteln).
Man kann während des Gefechts mit Mit- und Gegenspielern chatten. Auch außerhalb der Gefechte (im Hafen) gibt es Chaträume.
Das Spiel speichert die gespielten Gefechte (Replay), sodass man sie sich später anschauen kann, aber nur solange kein Spielupdate erschienen ist.

## Spielkonsolenversion
World of Warships: Legends ist die Version des Spiels für die Spielkonsolen Xbox One und PlayStation 4. Sie wurde am 12. August 2019 veröffentlicht. World of Warships Legends ist jedoch keinesfalls eine portierte Fassung des Originals beziehungsweise sie wurde nicht 1:1 von der PC-Version übernommen. Es ist eine unabhängig zu der PC-Fassung stehende Version des Spiels. World of Warships Legends ist also so gesehen ein untergeordnetes Spiel der originalen PC-Version welches wie bereits erwähnt aber völlig eigenständig ist. Spieler beider Konsolenmodelle können gemeinsam spielen, aber aus den bereits erwähnten Gründen kann nicht mit PC-Spielern zusammen gespielt werden. Zudem ist der aktuelle Stand so, dass World of Warships Legends eine Mobile Version erhalten soll, mit der die Leute zusammen mit den Konsolenspielern sich im Kampfe messen können.
World of Warships: Legends unterscheidet sich von der Windows-Version derart, dass:
- es höchstens 9 Spieler pro Team gibt
- weniger Schiffe und weniger Nationen vertreten sind
- die (Tier-)Stufen nur von Tier/Stufe I bis Tier/Stufe VIII gehen. (Es gibt des Weiteren eine „legendäre“ Stufe die Schiffe der Stufen IX und X der PC-Version beinhaltet. Sie spielen mit anderen legendären Schiffen oder Schiffen der Stufe VIII zusammen.)
- die Gefechte höchstens 15 Minuten dauern.

(Stand: Januar 2023)
Es gibt noch viele weitere, zum Teil sehr offensichtliche aber auch viele eher kleine Details, die sich zu der Windows-Version unterscheiden.